# Raumo landskommun
Raumo landskommun, finska Rauman maalaiskunta,  var en kommun i Ulfsby härad i Åbo och Björneborgs län i Finland.
Ytan var 226,2 km² och kommunen beboddes av 4 210 människor med en befolkningstäthet av 18,6 invånare per km² år 1908. År 1988 hade kommunen 8 687 invånare och en yta på 196,2 km² och en befolkningstäthet på 44,28 invånare per km².
Raumo landskommun blev del av Raumo stad 1 januari 1993.

### Noter

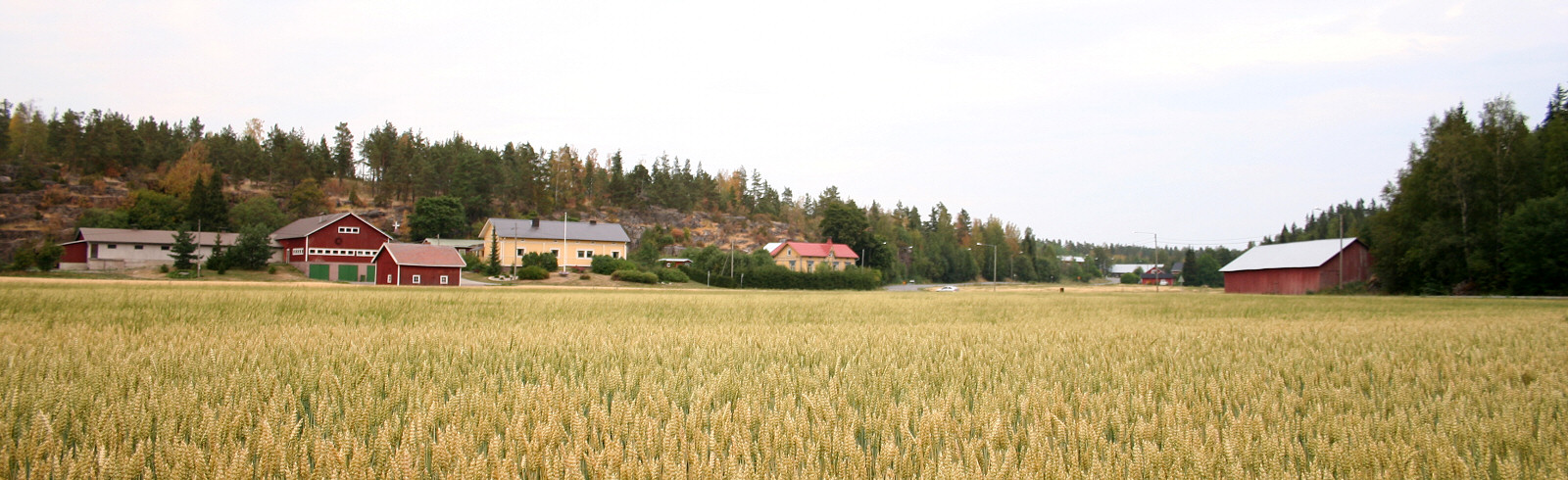
Landsbygd kring Raumo, tidigare Raumo landskommun.

## Befolkningsutveckling
| Befolkningsutvecklingen i Raumo landskommun 1924–1988 | Befolkningsutvecklingen i Raumo landskommun 1924–1988 | Befolkningsutvecklingen i Raumo landskommun 1924–1988 | Befolkningsutvecklingen i Raumo landskommun 1924–1988 | Befolkningsutvecklingen i Raumo landskommun 1924–1988 |
| ----------------------------------------------------- | ----------------------------------------------------- | ----------------------------------------------------- | ----------------------------------------------------- | ----------------------------------------------------- |
|                                                       |                                                       |                                                       |                                                       |                                                       |
| År                                                    |                                                       |                                                       | Folkmängd                                             |                                                       |
| 1924                                                  | 1924                                                  |                                                       | 5 116                                                 |                                                       |
| 1930                                                  | 1930                                                  |                                                       | 5 800                                                 |                                                       |
| 1938                                                  | 1938                                                  |                                                       | 6 478                                                 |                                                       |
| 1957                                                  | 1957                                                  |                                                       | 6 206                                                 |                                                       |
| 1960                                                  | 1960                                                  |                                                       | 6 646                                                 |                                                       |
| 1963                                                  | 1963                                                  |                                                       | 6 985                                                 |                                                       |
| 1970                                                  | 1970                                                  |                                                       | 7 443                                                 |                                                       |
| 1973                                                  | 1973                                                  |                                                       | 7 564                                                 |                                                       |
| 1984                                                  | 1984                                                  |                                                       | 8 591                                                 |                                                       |
| 1987                                                  | 1987                                                  |                                                       | 8 696                                                 |                                                       |
| 1988                                                  | 1988                                                  |                                                       | 8 687                                                 |                                                       |
|                                                       |                                                       |                                                       |                                                       |                                                       |